# Poppy Pritchard
Poppy Pritchard (3 december 2005) is een voetbalspeelster uit Engeland. Ze speelt als aanvaller op huurbasis voor Newcastle United in de Championship.

## Clubcarrière
Pritchard doorliep de jeugdopleiding van Durham, Pritchard begon haar profcarrière dan ook bij Durham, waarvoor ze in haar debuutseizoen tot 22 wedstrijden en 2 doelpunten maakte. Ze kwam in het seizoen 2022/24 tot vier optredens en het seizoen erna tot dertien optredens.
Op 22 november 2022 maakte Pritchard een hattrick voor Durham in een wedstrijd tegen het onder 21 team van Manchester United. In het seizoen 2022/23 maakte Pritchard in totaal achttien doelpunten en gaf ze drie assists.
Op 31 januari 2024 tekende Pritchard een contract voor de duur van drie en halfjaar bij Manchester City. Ze genoot ook de interesse van andere Super League clubs, waaronder Tottenham Hotspur.
Op 13 september 2024 werd Pritchard voor de rest van het seizoen 2023/25 verhuurd aan competitiegenoot Crystal Palace. De verhuurd werd vervroegd beëindigd op 13 januari 2025, waarna ze terugkeerde naar Manchester City. Vijf dagen later tekende Pritchard een nieuw huurverbintenis bij Championship club Newcastle United tot het einde van het seizoen 2024/25.

## Statistieken
| Seizoen | Club             | Land     | Competitie   | Wedstrijden | Doelpunten |
| ------- | ---------------- | -------- | ------------ | ----------- | ---------- |
| 2022/23 | Durham           | Engeland | Championship | 4           | 0          |
| 2023/24 | Durham           | Engeland | Championship | 13          | 2          |
| 2024/25 | Crystal Palace   | Engeland | Super League | 3           | 0          |
| 2024/25 | Newcastle United | Engeland | Championship | 3           | 0          |
| Totaal  | Totaal           | Totaal   | Totaal       | 22          | 2          |

Laatste update: 20 juli 2025

## Interlandcarrière
Pritchard kwam als jeugdinternational uit voor Engeland -19. Tijdens haar debuut kwam ze binnen 15 minuten tot scoren tegen de leeftijdsgenoten van Denemarken. Met Engeland -19 kwam Pritchard uit op het EK -19 in Litouwen in 2024. In het eerste groepsduel tegen gastland Litouwen -19 wist Pritchard gelijk een hattrick te maken in een wedstrijd die met 10-0 gewonnen werd.  Ook maakte ze in diezelfde groepsfase de winnende tegen Frankrijk -19.